# Forget-me-not
Pour les articles homonymes, voir Forget Me Not.
Forget-me-not (フォゲットミーナット) est un manga de Kenji Tsuruta. Il a été prépublié dans le magazine Morning entre 1997 et 2000, puis édité par Kōdansha en septembre 2003. En France, le manga a été édité par Casterman dans la collection Sakka en octobre 2004, avec une traduction de Alain David et Yumi Terao et une adaptation graphique de Jean-Luc Ruault.